# Црква Светог великомученика Георгија у Горњем Пунушевцу
Црква Светог великомученика Георгија у Горњем Пунушевцу, насељеном месту на територији града Врања, православни је храм који припада Епархији врањској Српске православне цркве.
Нема писаних података о цркви посвећене Светом великомученику Георгију, једино је познато да је обновљена 1867. године, када и већина цркава овог краја. Црква катастарски припада имању манастира Светог Пантелејмона у Лепчинцу, због чега се претпоставља да је подигнута као гробљанска црква.
Познато је да је црква Светог Ђорђа после Берлинског конгреса припадала територији Турске, све до 1912. године, када су јужни крајеви ослобођени од Турака.
Године 1944. Бугари су у једном дану похарали и спалили цркву Светог Ђорђа  и конаке манастира Светог Пантелејмона и Светог Стефана у Горњем Жапском. У сва три манастира живели су Руси, које је Октобарска револуција 1917. године довела до ових крајева. Они су и сачували, доградили и обогатили ове манастире.
За време Другог светског рата и касније, до 1957. године, парохију марганачку и пунушевачку опслуживао је Рус, Всеволод Хартевски (1946 — 1961). Последњу обнову ове цркве започео је архимандрит Пајсије 1995. године, а при њој је повремено живео део братства, касније и сестринства манастира Светог Пантелејмона. Године 2013. приведена је крају обнова Кућурског конака, кога мештани користе за сеоска окупљања.